# Granges-sur-Lot
Pour les articles homonymes, voir Granges.
Granges-sur-Lot (en occitan Granges d'Òlt) est une commune du Sud-Ouest de la France, située dans le département de Lot-et-Garonne (région Nouvelle-Aquitaine).

## Géographie

### Localisation
Commune située entre Tonneins et Villeneuve-sur-Lot sur le Lot et l'ancienne ligne de Penne-d'Agenais à Tonneins et l'ancienne route nationale 666.

### Communes limitrophes
Les communes limitrophes sont  Castelmoron-sur-Lot, Lafitte-sur-Lot, Le Temple-sur-Lot, Montpezat et Saint-Sardos.
|                 | Castelmoron-sur-Lot |                   |
| Lafitte-sur-Lot | Granges-sur-Lot     | Le Temple-sur-Lot |
|                 | Saint-Sardos        | Montpezat         |

### Climat
Pour des articles plus généraux, voir Climat de la Nouvelle-Aquitaine et Climat de Lot-et-Garonne.
Historiquement, la commune est exposée à un climat océanique aquitain.
En 2020, Météo-France publie une typologie des climats de la France métropolitaine dans laquelle la commune est exposée à un climat océanique altéré et est dans la région climatique Aquitaine, Gascogne, caractérisée par une pluviométrie abondante au printemps, modérée en automne, un faible ensoleillement au printemps, un été chaud (19,5 °C), des vents faibles, des brouillards fréquents en automne et en hiver et des orages fréquents en été (15 à 20 jours).
Pour la période 1971-2000, la température annuelle moyenne est de 13,3 °C, avec une amplitude thermique annuelle de 15,5 °C. Le cumul annuel moyen de précipitations est de 754 mm, avec 9,6 jours de précipitations en janvier et 6,6 jours en juillet. Pour la période 1991-2020, la température moyenne annuelle observée sur la station météorologique la plus proche, située sur la commune de Prayssas à 10 km à vol d'oiseau, est de 13,9 °C et le cumul annuel moyen de précipitations est de 815,5 mm,. Pour l'avenir, les paramètres climatiques de la commune estimés pour 2050 selon différents scénarios d’émission de gaz à effet de serre sont consultables sur un site dédié publié par Météo-France en novembre 2022.

## Urbanisme

### Typologie
Au 1er janvier 2024, Granges-sur-Lot est catégorisée commune rurale à habitat dispersé, selon la nouvelle grille communale de densité à sept niveaux définie par l'Insee en 2022.
Elle est située hors unité urbaine et hors attraction des villes,.

### Occupation des sols

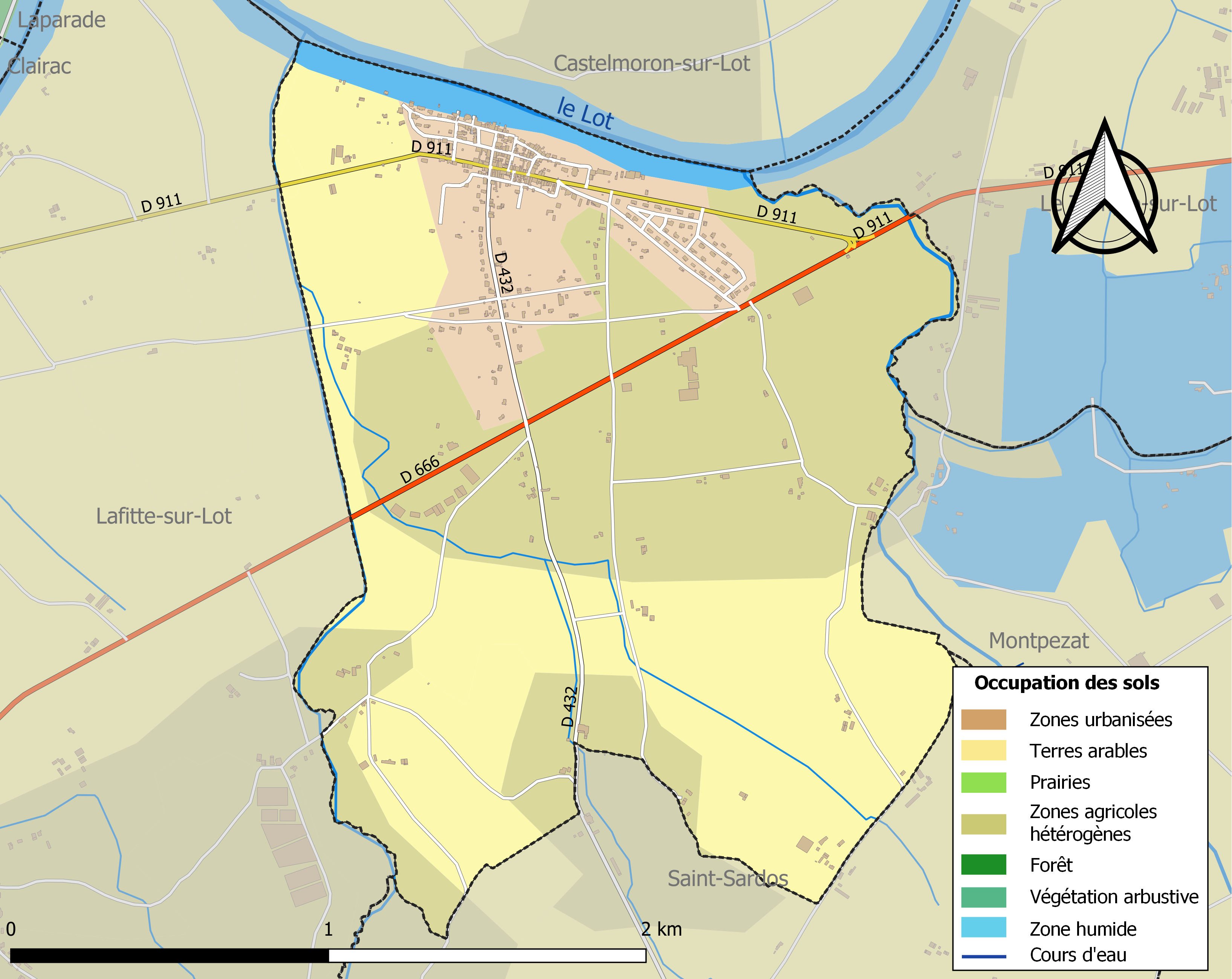
Carte des infrastructures et de l'occupation des sols de la commune en 2018 (CLC).

L'occupation des sols de la commune, telle qu'elle ressort de la base de données européenne d’occupation biophysique des sols Corine Land Cover (CLC), est marquée par l'importance des territoires agricoles (85,1 % en 2018), en diminution par rapport à 1990 (89,7 %). La répartition détaillée en 2018 est la suivante : 
zones agricoles hétérogènes (44,8 %), terres arables (33,1 %), zones urbanisées (12,3 %), cultures permanentes (7,1 %), eaux continentales (2,6 %). L'évolution de l’occupation des sols de la commune et de ses infrastructures peut être observée sur les différentes représentations cartographiques du territoire : la carte de Cassini (XVIIIe siècle), la carte d'état-major (1820-1866) et les cartes ou photos aériennes de l'IGN pour la période actuelle (1950 à aujourd'hui).

### Risques majeurs
Le territoire de la commune de Granges-sur-Lot est vulnérable à différents aléas naturels : météorologiques (tempête, orage, neige, grand froid, canicule ou sécheresse), inondations, mouvements de terrains et séisme (sismicité très faible). Il est également exposé à deux risques technologiques, le transport de matières dangereuses et la rupture d'un barrage. Un site publié par le BRGM permet d'évaluer simplement et rapidement les risques d'un bien localisé soit par son adresse soit par le numéro de sa parcelle.

#### Risques naturels
Certaines parties du territoire communal sont susceptibles d’être affectées par le risque d’inondation par débordement de cours d'eau, notamment le Lot et la Bausse. La commune a été reconnue en état de catastrophe naturelle au titre des dommages causés par les inondations et coulées de boue survenues en 1982, 1993, 1999, 2003, 2009 et 2021,.
Les mouvements de terrains susceptibles de se produire sur la commune sont des glissements de terrain et des tassements différentiels.

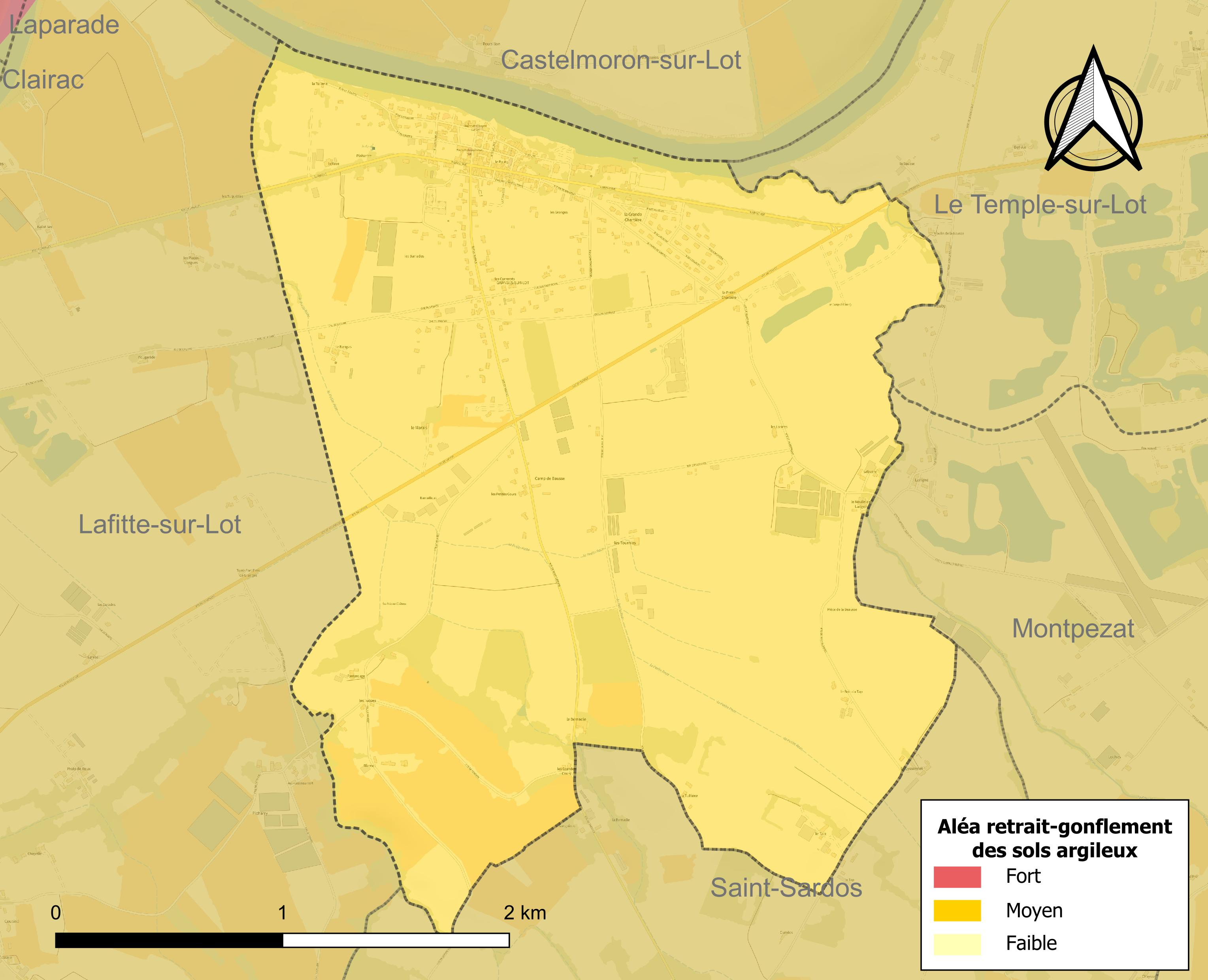
Carte des zones d'aléa retrait-gonflement des sols argileux de Granges-sur-Lot.

Le retrait-gonflement des sols argileux est susceptible d'engendrer des dommages importants aux bâtiments en cas d’alternance de périodes de sécheresse et de pluie. La totalité de la commune est en aléa moyen ou fort (91,8 % au niveau départemental et 48,5 % au niveau national). Depuis le 1er octobre 2020, en application de la loi ELAN, différentes contraintes s'imposent aux vendeurs, maîtres d'ouvrages ou constructeurs de biens situés dans une zone classée en aléa moyen ou fort,.
Concernant les mouvements de terrains, la commune a été reconnue en état de catastrophe naturelle au titre des dommages causés par la sécheresse en 2003 et 2011 et par des mouvements de terrain en 1999.

#### Risque technologique
La commune est en outre située en aval des barrages de Grandval dans le Cantal et de Sarrans en Aveyron, des ouvrages de classe A. À ce titre elle est susceptible d’être touchée par l’onde de submersion consécutive à la rupture de cet ouvrage.

## Histoire
En 1621, Louis XIII a décidé de rétablir son autorité face aux protestants du sud-ouest. C'est pendant cette période que se place le combat de Granges, le 15 mars 1622, entre troupes catholiques et protestantes, faisant 450 morts du côté catholique.

## Héraldique
| Blason de Granges-sur-Lot | Blason  | Coupé au 1) d’or au château de gueules ouvert du champ et maçonné de sable, soutenu d’une croisette de pourpre, au 2) fascé ondé d’argent et d’azur à la barre de sable brochant. Devise"Locus Sancti Damiani de Grangia" (Localité de Saint Damien de Granges) |
| Blason de Granges-sur-Lot | Détails | Officiel, adopté le 20 octobre 1997, créé par Roger Séré. |

## Politique et administration
| Période                                  | Période   | Identité        | Étiquette | Qualité          |
| ---------------------------------------- | --------- | --------------- | --------- | ---------------- |
| Les données manquantes sont à compléter. |           |                 |           |                  |
| Mars 1989                                | Juin 1995 | Jean Marot      | SE        |                  |
| Juin 1995                                | 2017      | Jacques Soulage | SE        |                  |
| 2017                                     | En cours  | Jean-Marie Boé  | SE        | GendarmeRetraité |

## Démographie
L'évolution du nombre d'habitants est connue à travers les recensements de la population effectués dans la commune depuis 1793. Pour les communes de moins de 10 000 habitants, une enquête de recensement portant sur toute la population est réalisée tous les cinq ans, les populations de référence des années intermédiaires étant quant à elles estimées par interpolation ou extrapolation. Pour la commune, le premier recensement exhaustif entrant dans le cadre du nouveau dispositif a été réalisé en 2005.

En 2022, la commune comptait 589 habitants, en évolution de −1,01 % par rapport à 2016 (Lot-et-Garonne : −0,18 %, France hors Mayotte : +2,11 %).
| 1793 | 1800 | 1806 | 1821 | 1831 | 1836 | 1841 | 1846 | 1851 |
| ---- | ---- | ---- | ---- | ---- | ---- | ---- | ---- | ---- |
| 524  | 537  | 621  | 547  | 607  | 612  | 657  | 677  | 635  |

| 1856 | 1861 | 1866 | 1872 | 1876 | 1881 | 1886 | 1891 | 1896 |
| ---- | ---- | ---- | ---- | ---- | ---- | ---- | ---- | ---- |
| 605  | 658  | 649  | 617  | 614  | 580  | 501  | 512  | 492  |

| 1901 | 1906 | 1911 | 1921 | 1926 | 1931 | 1936 | 1946 | 1954 |
| ---- | ---- | ---- | ---- | ---- | ---- | ---- | ---- | ---- |
| 420  | 403  | 392  | 301  | 320  | 343  | 329  | 352  | 382  |

| 1962 | 1968 | 1975 | 1982 | 1990 | 1999 | 2005 | 2006 | 2010 |
| ---- | ---- | ---- | ---- | ---- | ---- | ---- | ---- | ---- |
| 393  | 421  | 403  | 459  | 527  | 540  | 578  | 595  | 580  |

| 2015 | 2020 | 2022 | - | - | - | - | - | - |
| ---- | ---- | ---- | - | - | - | - | - | - |
| 588  | 592  | 589  | - | - | - | - | - | - |

## Lieux et monuments
- Église Saint-Côme et Saint-Damien[28]. Elle est inscrite à l'Inventaire général du patrimoine culturel[28].
- Café Le Sébastopol inscrit au titre des monuments historiques depuis 1998[29],[30].

## Personnalités liées à la commune
- Jean Dèche (1855-1940), homme politique, maire de Calonges, député de Lot-et-Garonne de 1902 à 1906.
- François Tosquelles.